# Rue de l'Orient (Bruxelles)
Pour les articles homonymes, voir Rue de l'Orient.
La rue de l'Orient (en néerlandais : Morgenlandstraat) est une rue bruxelloise de la commune d'Etterbeek en Belgique, qui va de la rue Gray jusqu'au carrefour de l'avenue Jules Malou et de la rue Peter Benoit.